# Incestophantes frigidus
Incestophantes frigidus là một loài nhện trong họ Linyphiidae.
Loài này thuộc chi Incestophantes. Incestophantes frigidus được Eugène Simon miêu tả năm 1884.